# Lendzin
Lendzin (auch Lendzien, polnisch Lędziny, 1936–1945 Lenzen) ist eine Ortschaft in Oberschlesien. Der Ort liegt in der Gemeinde Chronstau (Gmina Chrząstowice) im Powiat Opolski in der Woiwodschaft Oppeln in Polen.

## Geographie

### Geographische Lage
Das Straßendorf Lendzien liegt vier Kilometer westlich des Gemeindesitzes Chronstau (Chrząstowice) sowie sechs Kilometer östlich der Kreisstadt und Woiwodschaftshauptstadt Opole (Oppeln). Der Ort liegt in der Nizina Śląska (Schlesische Tiefebene) innerhalb der Równina Opolska (Oppelner Ebene). Durch das Dorf fließt die Swornica. Nördlich des Dorfes fließt das Himmelwitzer Wasser (poln. Chrząstawa). Im Süden grenzt Lendzin an weitläufige Waldgebiete. Durch den Ort verläuft die Landesstraße Droga krajowa 94.

### Ortsteile
Zu Lendzin gehört der Weiler Zbitzko (Zbicko).

### Nachbarorte
Nachbarorte von Lendzin sind im Westen der Oppelner Stadtteil Kolonia Gosławicka (Kolonie Goslawitz), im Osten der Gemeindesitz Chronstau (Chrząstowice ) und im Süden Derschau (Suchy Bór).

## Geschichte

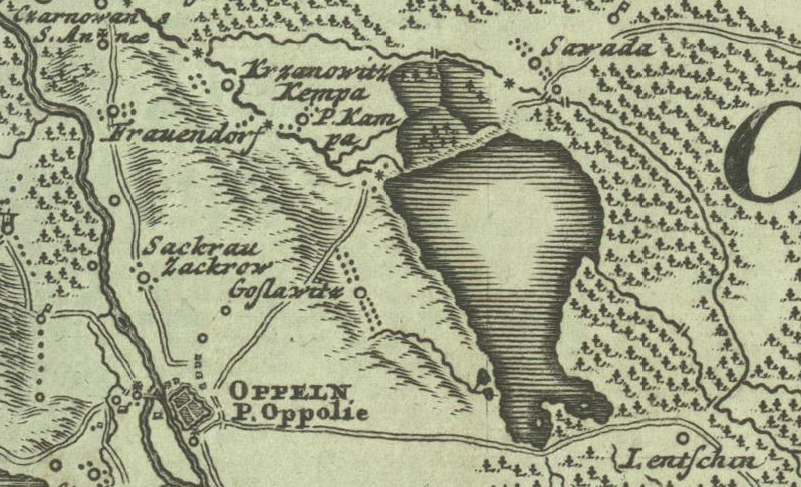
Kalichteich mit Lendzin (unten rechts) – 1736

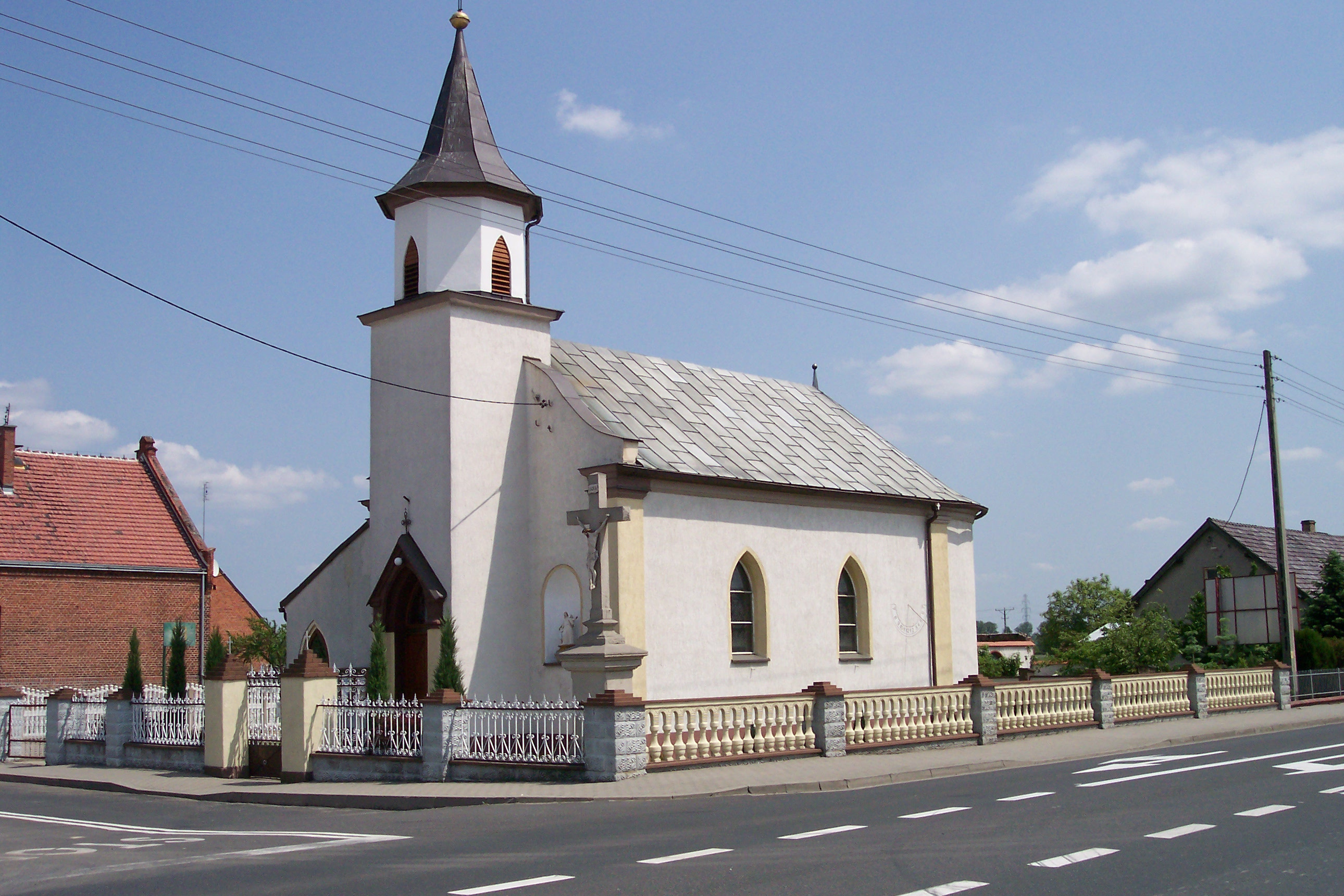
Maria-Hilf-Kirche

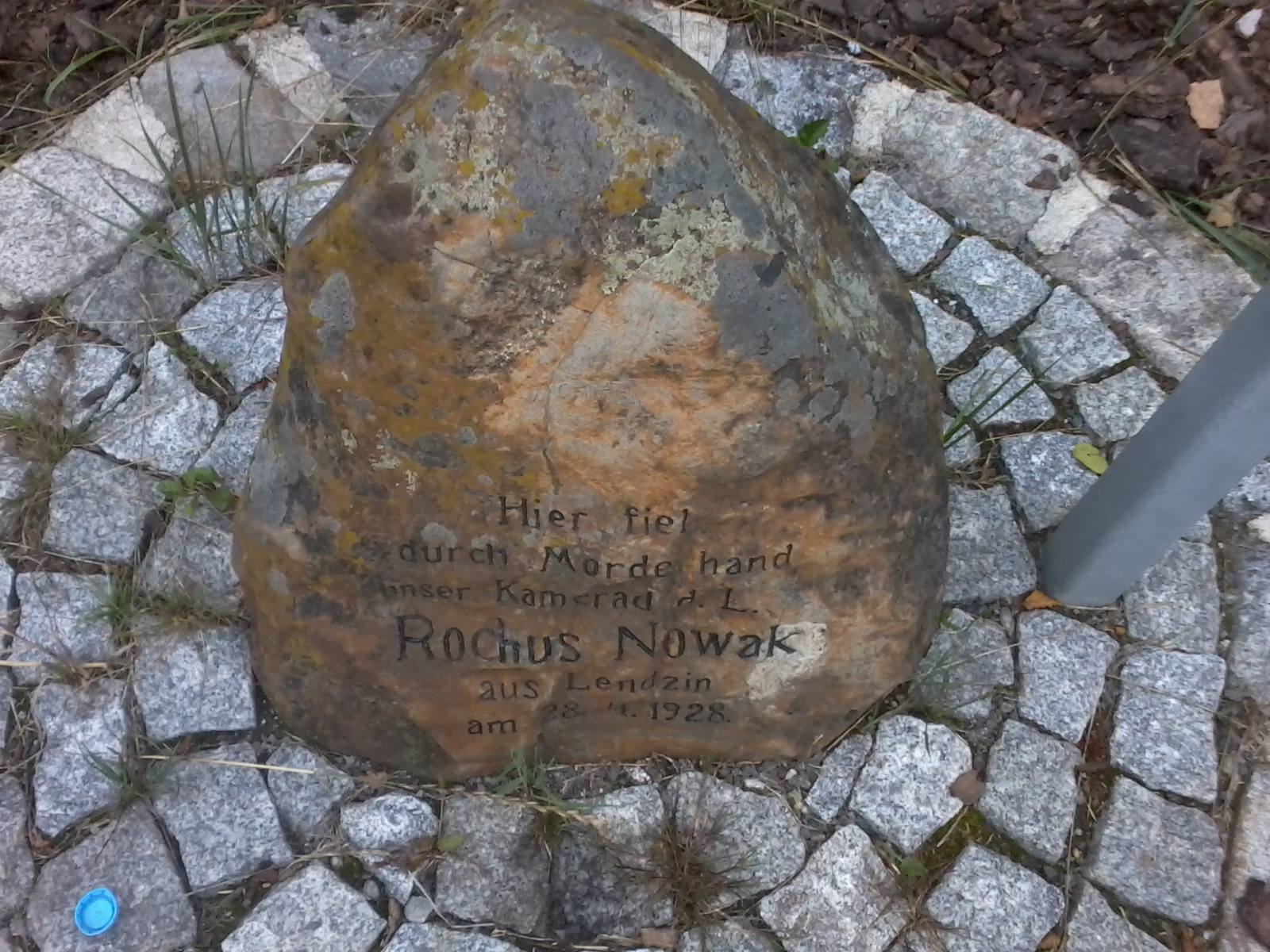
Gedenkstein Rochus Nowak

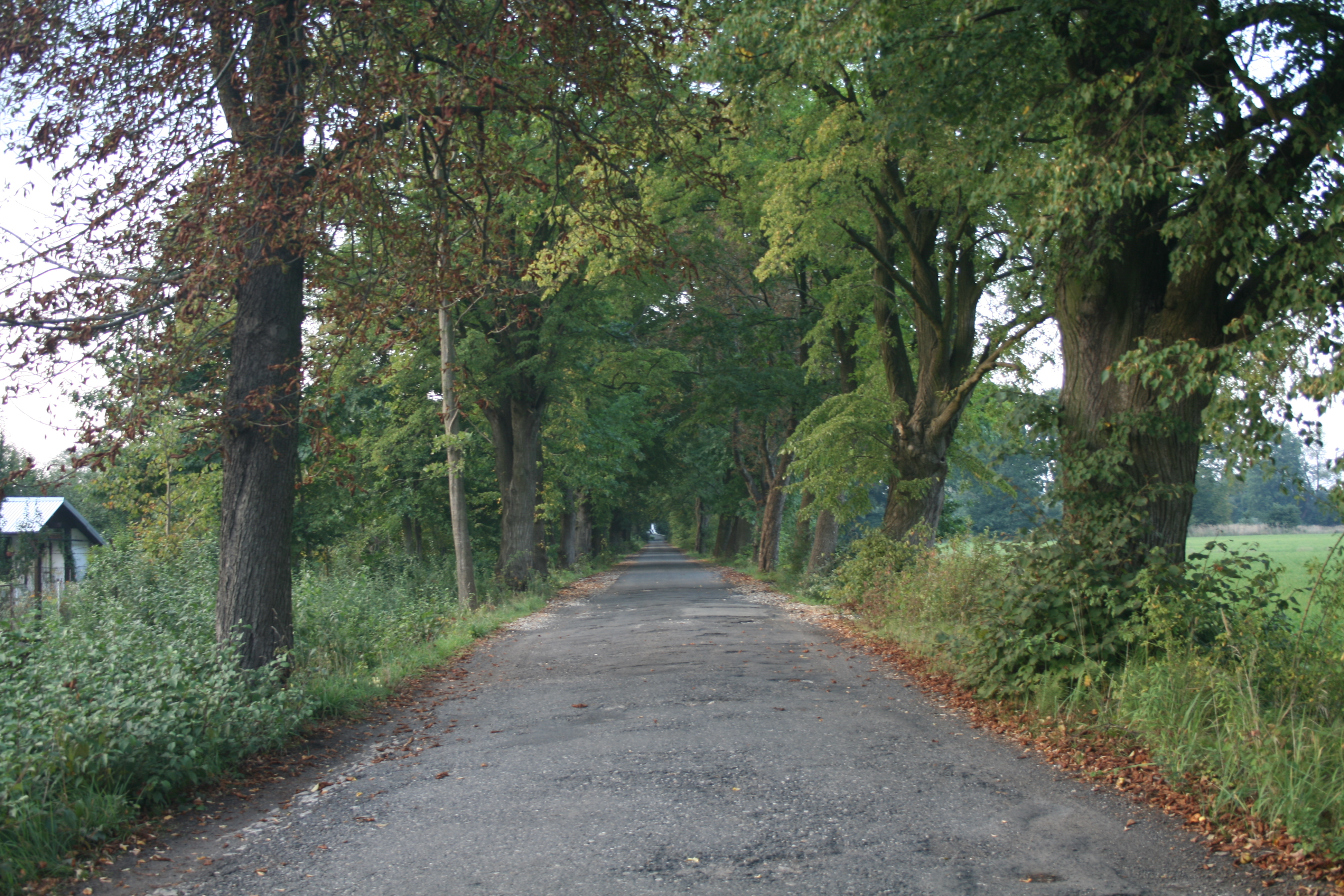
Eichenallee in Richtung Zbitzko

Die Kolonie Lendzin wurde zwischen 1800 und 1803 gegründet und mit 20 Kolonisten besiedelt. Eine ältere Schreibweise des Ortes ist Lendzien.
In der Nähe der späteren Kolonie befand sich einst ein 1295 erstmals als Lendzynicze urkundlich erwähnter Ort. 1566 wurde der Name Lendyn erwähnt. Darauf wurde der Ort wüst.
Nach der Neuorganisation der Provinz Schlesien gehörte die Landgemeinde Lendzin 1816 zum Landkreis Oppeln im Regierungsbezirk Oppeln. 1845 bestanden im Dorf eine Schmiede, eine Tischlerei und 21 Häuser. Im gleichen Jahr lebten in Lendzin 177 Menschen, davon 20 evangelisch. 1854 wurde die Maria-Hilf-Kirche errichtet. 1874 wurde der Amtsbezirk Dembiohammer  gegründet, welcher die Landgemeinden Chronstau, Lendzin, Dembiohammer und Dembiohammer Kolonie und den Gutsbezirk Zbitzko umfasste. Bis zum Ende des 19. Jahrhunderts befand sich nordwestlich des Dorfes der Kalichteich.
1900 wurde im Ort die erste Schule erbaut. Bei der Volksabstimmung am 20. März 1921 stimmten 155 Wahlberechtigte für einen Verbleib bei Deutschland und 63 für Polen. Lendzin verblieb beim Deutschen Reich. 1933 lebten in Lendzin 347 Einwohner. Am 19. Mai 1936 wurde der Ort in Lenzen umbenannt. 1939 hatte Lenzen 378 Einwohner. Bis 1945 befand sich der Ort im Landkreis Oppeln.
1945 kam der bisher deutsche Ort unter polnische Verwaltung, wurde in Lędziny umbenannt und der Woiwodschaft Schlesien angeschlossen. 1950 wurde Lendzin der Woiwodschaft Oppeln zugeteilt, 1999 wurde es Teil des wiedergegründeten Powiat Opolski. Am 25. Januar 2006 wurde in der Gemeinde Chrząstowice, der Lędziny angehört, Deutsch als zweite Amtssprache eingeführt. Im Mai 2008 erhielt der Ort zusätzlich den amtlichen deutschen Ortsnamen Lendzin.

## Sehenswürdigkeiten
- Die römisch-katholische Unserer-Lieben-Frau-von-der-immerwährenden-Hilfe-Kirche (poln. Kościół Matki Bożej Wspomożenia Wiernych) wurde 1854 errichtet.
- Gedenkstein an die Ermordung von Rochus Nowak 1928
- Dorfgemeinschaftshaus aus Backstein
- Eichenallee in Richtung Zbitzko
- Hölzernes Wegekreuz

## Persönlichkeiten
- Isaac Prager (1847–1905), in Lendzin geborener Landesrabbiner in Hessen-Nassau